# Општина Велики Тополовац
Општина Велики Тополовац (рум. Topolovăţu Mare) је сеоска општина у округу Тимиш у западној Румунији. Општина је значајна по присутној српској националној мањини у Румунији, која је данас малобројна, али и даље присутна (7% становништва).

## Природни услови
Општина Велики Тополовац се налази у источном, румунском Банату, веома далеко од српске границе. Општина се налази у горњем току Тамиша, 40 km источно од Темишвара ка Лугошу. Општински атар је брежуљкастог карактера.

## Становништво и насеља
Општина Велики Тополовац имала је по последњем попису 2002. године 2.971 становника.
Општина се састоји из 5 насеља:
- Велики Тополовац - седиште општине
- Иктар-Будинц
- Јосифалеу
- Краљевац
- Мали Тополовац
- Суштра

## Срби у општини
Срби у општини чине свега 7% становништва општине, али компактно живе у селу Краљевац где чине већину (преко 80%). На нивоу општине већину чине Румуни - око 85%.